# Siphona atricapilla
Siphona atricapilla là một loài ruồi trong họ Tachinidae.